# Bregovi (Serbia)
Bregovi (cyr. Брегови) – wieś w Serbii, w okręgu raskim, w gminie Tutin. W 2011 roku liczyła 40 mieszkańców.